# Долгачёв, Сергей Сергеевич
Сергей Сергеевич Долгачёв (1 сентября 1941 года, Митякинская, Ростовская область) — советский и российский штангист и тренер, мастер спорта СССР.

## Биография
Родился 1 сентября 1941 года в станице Митякинская Ростовской области. Его отец погиб на фронте в годы Великой Отечественной войны. В 1945 году умерла мать. Долгачёв с братом и сестрой в течение 13 лет жил в детском доме в городе Белая Калитва.
В 1958 году поступил в ремесленное училище в Таганроге. Там же начал заниматься классической борьбой.
С 1961 года проходил службу в Советской армии в Грозном. В годы службы начал заниматься тяжёлой атлетикой и толканием ядра. Ввиду отсутствия тренера занимался самостоятельно. Занял второе место на первенстве Северо-Кавказского военного округа в весовой категории до 90 кг (жим — 110 кг, рывок — 110 кг, толчок — 150 кг).
После окончания службы завёл семью и остался в Грозном. В 1968 году стал мастером спорта. В 1969 году заочно окончил школу тренеров при Волгоградском институте физкультуры. В 1971 году в Грозном стал первым тяжелоатлетом на Северном Кавказе, набравшим в сумме троеборья 500 кг (жим — 160 кг, рывок — 150 кг, толчок — 190 кг).
В 1978 году окончил факультет физического воспитания Чечено-Ингушского университета. Работал в селе Комсомольское учителем физкультуры. Самостоятельно изготовил два помоста и стал обучать тяжёлой атлетике детей. Затем перешёл на работу в ДЮСШ Грозненского городского отдела народного образования.
В 1992 году в связи с нестабильностью в Чечне перевёз семью в Таганрог. Он отошёл от тренерской работы, лишь время от времени судил различные соревнования.

## Семья
Два сына и два внука. Старший сын Андрей — мастер спорта СССР по пулевой стрельбе. Младший, Александр — мастер спорта СССР по тяжёлой атлетике, в 1996—2011 годах был старшим тренером областной СДЮСШОР, в которой был руководителем Давид Ригерт.

## Известные воспитанники
- Асламбек Эдиев (1970) — чеченский тяжелоатлет и тренер, 5-кратный чемпион России, призёр чемпионатов Европы и мира, заслуженный мастер спорта России;
- Саид Гортиков — мастер спорта международного класса;
- Султан Асхабов;
- Касум Магомадов — главный тренер Чечни по тяжёлой атлетике в начале 2000-х годов.